# Den danske Riviera
Den danske Riviera er en dansk dokumentarfilm fra 1938.

## Handling
Om Øresundskysten.